# Абдрахматова, Атыр Болотбековна
Атыр Болотбековна Абдрахматова (кирг. Атыр Абдрахматова; род. 7 февраля 1981, Фрунзе) — юрист, социальный предприниматель, общественный деятель. Омбудсмен (Акыйкатчы) Кыргызской Республики (с 2 марта 2022 по 3 мая 2023), экс-заместитель председателя Центральной комиссии по выборам и проведению референдумов Республики.

## Образование
Имеет высшее юридическое образование.
- 1998—2003 — Кыргызский национальный университет им. Ж. Баласагына, по специальности юриспруденция, диплом с отличием.
- 2004—2005 — Центр переподготовки Кыргызско-Российского Славянского университета, специальность: Менеджмент маркетинга, рекламы и паблик рилейшнз.

## Трудовая деятельность
- 2022—2023 — Омбудсмен (Акыйкатчы) Кыргызской Республики, первая женщина на этом посту
- 2016—2020 — член Центральной комиссии по выборам и проведению референдумов Кыргызской Республики
- 2011 г. - по н.в. юридический консалтинг, частная практика, правовой аудит
- 2008 - по настоящее время эксперт в области прав человека, гендерного равенства, выборов, избирательных кампаний
- 2007 - 2009 гг. — юрист ОсОО «Оберон»
- 2003 - 2007 —  Жогорку Кенеша (парламент) Кыргызской Республики
- 2000—2001 гг. — консультант проекта «Жардам» по оказанию бесплатных юридических услуг малообеспеченным слоям населения.

### Общественная деятельность
- 2017 - 2020г.  член Совета по аккредитации Агентства EdNet
- 2016г. - член Национального Форума Открытого Правительства (Open Government Partnership)
- 2010 г. — Член Конституционного совещания
- 2006 г. — Член рабочей группы по разработке Концепции реформирования судебной системы и правоохранительных органов
- с 2003 г. по 2021 г. участвовала в процессах выборов различного уровня на национальном и международном уровнях.